# Batman (stad)
Batman (kurdiska: Êlih) är en stad i sydöstra Turkiet. Staden är den administrativa huvudorten för provinsen med samma namn och hade 445 874 invånare år 2020. Staden ligger på en platå, på en höjd av 540 m ö.h., nära floden Batmans sammanflöde med Tigris. Staden ligger i ett viktigt oljeproducerande område och nära Turkiets största oljefält, Ramanfälten, och det var genom oljeindustrins expansion som Batman, sedan olja upptäckts år 1940 och började utvinnas i större skala 1955, snabbt växte från en liten by med bara några tusen invånare (1950-talet) till en stad med över 100 000 invånare (168 779 invånare år 1990). Inflyttningen till staden fortsatte vara hög också under följande år, bland annat på grund av en ökad migration från landsbygden till staden, och i början på 2000-talet hade staden över 200 000 invånare. 2010 hade staden över 300 000 invånare.
Namnet Batman fick orten 1957. Före dess kallades orten İluh efter den by som tidigare låg ungefär där Batmans centrala del nu ligger. Av den tidigare byns bebyggelse finns inte många spår kvar eftersom de enkla envåningshusen blev ersatta av flervåningshus när Batman snabbt utvecklades. Batman har som stad därför inte en särskilt lång historia, men ligger i ett område med tusentals år av historia.
Före 1990, innan provinsen Batman bildades, tillhörde staden provinsen Siirt. Staden ligger inom det område som brukar kallas Turkiska Kurdistan, men inflyttning har inte bara skett från sydöstra Turkiet, utan även genom särskilt oljeindustrins expansion från runt om i Turkiet. Förutom turkar och kurder har folkgrupper som assyrier/syrianer, armenier och pontier, länge bott i regionen. De kristna grupperna utgjorde också en signifikant del av befolkningen i regionen fram till tidigt 1900-tal, före assyrisk-syrianska folkmordet, armeniska folkmordet och pontisk-grekiska folkmordet, vilket ruiner av kristna kyrkor och kloster visar. Även judar, många med ursprung från Bagdad, har länge bott i regionen.
En järnväg förbinder Batman med Kurtalan (öster om Batman) och Diyarbakır (väster om Batman). Det ligger även en flygplats nära staden. År 2007 etablerades ett universitet i staden.
Batman är en av de provinser som har haft den högsta arbetslösheten i Turkiet under 2000-talet.
Hüseyin Kalkan, som var borgmästare i Batman 2002–2009 och tillhörde partiet DTP (Demokratiska samhällspartiet) drog i november 2008 till sig internationell uppmärksamhet när han ville låta stämma de ansvariga bakom Batman-filmen The Dark Knight för att ha använt namnet Batman utan tillstånd från staden. Men seriefiguren Batman skapades 1939, långt före staden fick namnet Batman, och likheten mellan namnen är slumpmässig. Stadens namn är taget efter floden Batman, som rinner väster om staden. Det hela avfärdades till slut som ett PR-trick och kanske ett försök att styra om mediernas, vid den tiden, kritiska rapportering om staden. Staden omskrevs bland annat för en hög frekvens av självmord bland unga kvinnor, nära tre gånger högre än i Turkiet i genomsnitt, vilket ansågs bero på en hög andel påtvingade självmord, orsakade av social press (hedersvåld) i hedersrelaterade frågor, som att tvingas till äktenskap.
Halûk İmga var guvernör (turkiska: vali) i Batman  2004–2007.
Hösten 2006 svämmade floden Iluh, som går genom staden, över, efter skyfallsliknande regn, och fördämningarna vid floden brast, vilket orsakade 10 dödsfall.

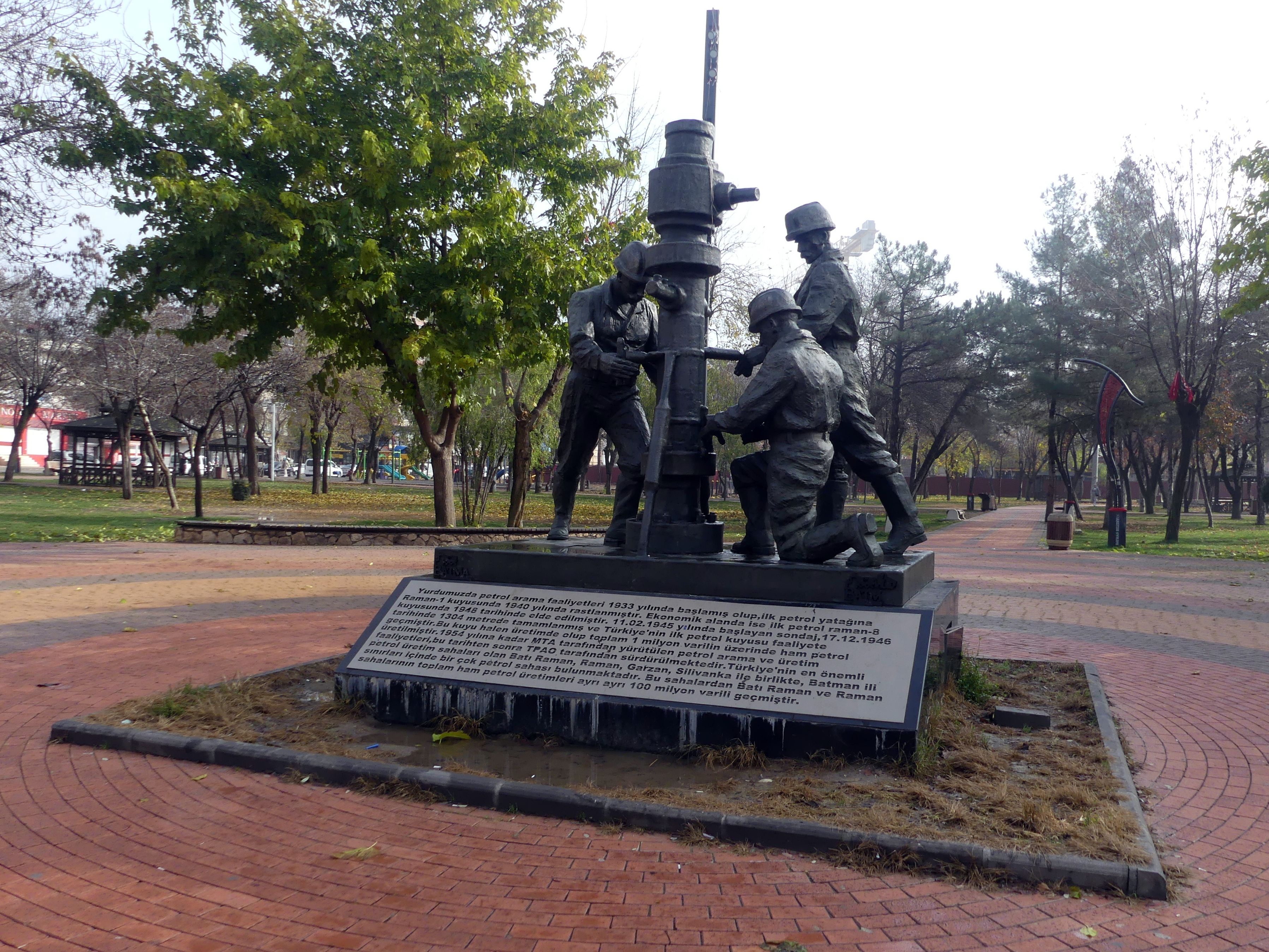
Ett monument i Batman föreställande oljearbetare.